# رماسمید
رماسمید (انگلیسی: Remacemide) دارویی است که به عنوان یک آنتاگونیست NMDA با میل ترکیبی کم با خاصیت مسدود کنندگی کانال سدیم عمل می‌کند. این دارو برای درمان سکته مغزی ایسکمیک حاد، صرع، بیماری هانتینگتون و بیماری پارکینسون مورد مطالعه قرار گرفته است.